# Auto Viação Três Amigos
Auto Viação Três Amigos é uma empresa brasileira de transporte coletivo urbano da cidade do Rio de Janeiro. É uma concessionária municipal filiada ao Rio Ônibus.
Atua em grande parte da Zona Norte com 12 linhas regulares. A Três Amigos pertence ao mesmo grupo da Caprichosa Auto Ônibus, porém desde 2008 são de diretorias diferentes, e ambas possuem uma frota apenas com carros encarroçados em chassis Mercedes-Benz.
Após a padronização imposta pelo poder público municipal em 2010, deixou suas cores originais e adotou a pintura dos Consórcios Internorte e Transcarioca.